# Efraïn Jonckheer

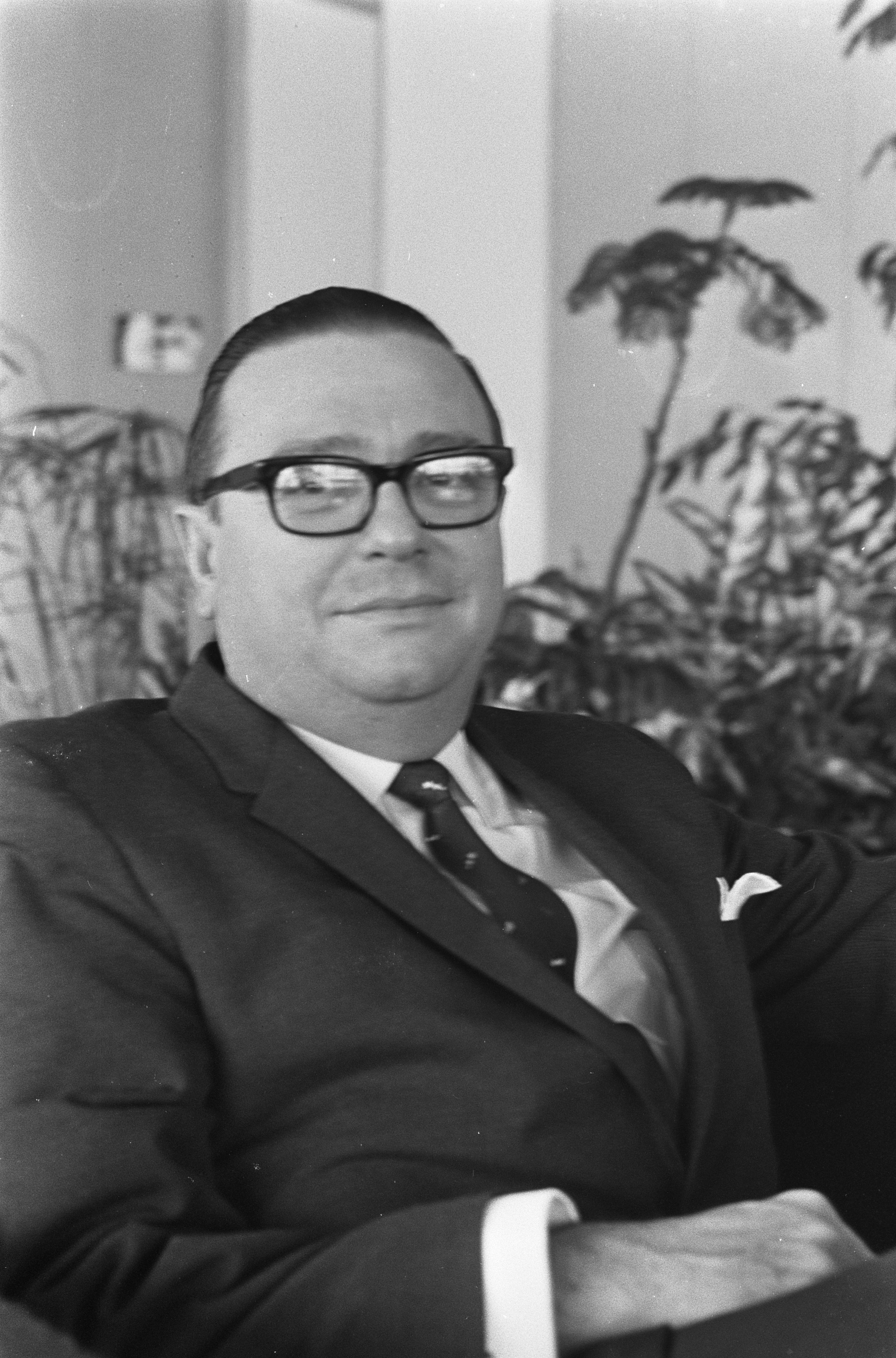
Efraïn Jonckheer (1967)

Efraïn F. Jonckheer Yrausquin (* 20. Oktober 1917 in Curaçao; † 30. März 1987 in Amsterdam) war ein Politiker der Niederländischen Antillen der Democratische Partij (DP) und niederländischer Diplomat, der zwischen 1954 und 1968 Premierminister der Niederländischen Antillen war.

## Leben
Jonckheer war von 1944 bis 1968 Gründungsvorsitzender der sozialdemokratischen Democratische Partij (DP) und wurde am 8. Dezember 1954 Nachfolger von Moises Frumencio da Costa Gomez als Vorsitzender des Regierungsrates der Niederländischen Antillen. Eine Woche später wurde er am 15. Dezember 1954 erster Premierminister der Niederländischen Antillen und bekleidete dieses Amt bis zu seiner Ablösung durch seinen Parteifreund Ciro Domenico Kroon am 14. Februar 1968. Er hatte die längste Amtszeit unter allen Premierministern der Niederländischen Antillen. Während seiner Amtszeit als Premierminister war er zwischen 1954 und 1956 zugleich Minister für Transport und Kommunikation sowie anschließend von 1956 bis 1957 auch Sozialminister. 
Am 1. Februar 1968 übernahm Jonckheer von Wim Lampe den Posten als Bevollmächtigter Minister der Niederländischen Antillen (Gevolmachtigd Minister van de Nederlandse Antillen) bei der Regierung der Niederlande und übte dieses Amt bis zum 16. Januar 1971 aus, ehe am 15. Februar 1971 Sylvius Gerard Marie „Boy“ Rozendal sein Nachfolger wurde. Daraufhin wechselte er selbst in den diplomatischen Dienst der Niederlande und war zunächst zwischen 1971 und 1976 Botschafter in Venezuela sowie im Anschluss von 1976 bis 1980 Botschafter in Costa Rica, Nicaragua und Panama.